# Scolembia penai
Scolembia penai is een insectensoort uit de familie Anisembiidae, die tot de orde webspinners (Embioptera) behoort. De soort komt voor in Bolivia.
Scolembia penai is voor het eerst wetenschappelijk beschreven door Ross in 2003.